# Xylomya prista
Xylomya prista är en tvåvingeart som först beskrevs av Günther Enderlein 1913.  Xylomya prista ingår i släktet Xylomya och familjen lövträdsflugor. Inga underarter finns listade i Catalogue of Life.